# اتحادیه بهابانی پور
اتحادیه بهابانی پور (به لاتین: Bhabanipur Union) یک منطقهٔ مسکونی در بنگلادش است که در Barura Upazila واقع شده‌است.